# Gundelsheim (Bade-Wurtemberg)
Pour les articles homonymes, voir Gundelsheim.
Gundelsheim  est une ville de Bade-Wurtemberg (Allemagne), située dans l'arrondissement de Heilbronn, dans la Région de Heilbronn-Franconie, dans le district de Stuttgart.